# جون نيوكومب
جون نيوكومب ديفيد (بالإنجليزية: John Newcombe)‏ (ولد في 23 مايو 1944 في سيدني ، أستراليا) هو لاعب كرة مضرب أسترالي معتزل. بدأ مسيرته كمحترف عام 1960، اعتزال اللعب في 1981. وقد تبوأ صدارة التصنيف العالمي لفردي وزوجي الرجال.
فاز بـ7بطولات جراند سلام بفردي الرجال، و17 لقب جراند سلام بزوجي الرجال. يُعتبر من القلة الذين احتلوا التصنيف الأول عالمياً بالزوجي والفردي أثناء مسيرته الاحترافية.